# Battalion (schweizerische Band)
Battalion war eine Schweizer Thrash-Metal-Band aus Zürich.

## Geschichte

### Anfänge
Die Band gründete sich im Jahre 2006. Silvan Etzensperger, Cyril Etzensperger und Samy Riedener organisierten einige Jam-Sessions, jedoch noch ohne festes Mitglied am Bass. Schon gegen Ende des Jahres veröffentlichte die Band ihr erstes Demo The Fight for Metal. Da das Demo in der Schweiz gute Kritiken erhielt, spielte sie einige Konzerte auf nationaler Ebene, ebenfalls noch ohne festen Bassisten. Nach einigen Konzerten wurde im Jahr 2009 Lukas Marti als offizielles Mitglied am Bass vorgestellt.

### Erste Erfolge
Wenig später ging die Band ins Studio um ihr erstes Album aufzunehmen. Als Produzent konnte Tommy Vetterli (Coroner, Kreator) gewonnen werden. Das Album mit dem Titel Underdogs wurde im Februar 2010 beim Label Silverwolf Productions veröffentlicht und erhielt von der Fachpresse überwiegend gute bis sehr gute Kritiken. Nun folgten nach zahlreichen Konzerten in der Schweiz auch erste Auftritte im Ausland.
Im August 2010 erschütterte der Suizid des Gitarristen Cyril Etzensperger die Band. Eine Bandauflösung stand allerdings nicht zur Debatte und so wurde in Leandro Pacheco ein temporärer Live-Gitarrist gefunden. Die Band spielte in den Jahren 2010 und 2011 an einigen kleineren Open Airs sowie viele Konzerte, unter anderem auch als Vorband von Destruction. Im Sommer 2011 wurde bekannt, dass Clode Hürlimann als neues Mitglied an der Gitarre der Band beigetreten war. Für November 2011 wurde zudem eine kleine Europa-Tour angekündigt. Anschliessend gab die Band bekannt, eine mehrmonatige Konzertpause einzulegen, um ein neues Album aufzunehmen, welches im September 2012 erscheinen soll.
Während der Arbeiten zum neuen Album gab die Band bekannt, dass Lukas Marti die Band aus persönlichen Gründen verlassen hat. Im Mai 2012 wurde Alexander Gubler als neuer Bassist vorgestellt. Im Sommer 2012 trat Battalion das erste Mal in England auf, dies am Bloodstock Open Air. Das zweite Album trägt den Titel Set the Phantom Afire. Die erste Single Buried Nation wurde am 1. August zusammen mit einem Videoclip veröffentlicht. Das Album wurde am 29. September 2012 im Rahmen einer Releaseshow veröffentlicht. Die Band spielte in den Jahren 2013 und 2014 viele Shows, so auch als Vorgruppe von Slayer und Machine Head. Im Sommer 2014 gewann Battalion die Schweizer Vorausscheidung zum Wacken Metal Battle und konnte daraufhin im August 2014 beim Wacken Open Air auftreten.
2016 löste sich die Band wegen interner Probleme auf.

## Stil
Die Stil der Band ähnelt stark dem frühen Thrash Metal aus der Bay Area. So sind Einflüsse von Bands wie Metallica oder Testament hörbar. Einige Songs wie beispielsweise Wings of a Demon beinhalten allerdings auch Elemente des klassischen Heavy Metal und des Power Metal. Die Texte haben oft einen Bezug zum Metal (Thrash Maniacs, Headbangers) oder haben einen gesellschaftlichen oder geschichtlichen Hintergrund (Stalingrad).

## Diskografie
- 2006: The Fight for Metal (Demo)
- 2010: Underdogs (Album, Silverwolf Productions)
- 2012: Set the Phantom Afire (Album, Burning Phoenix)
- 2015: Generation Movement (Album, Eigenvertrieb)